# Siège de Carlisle (1315)
Pour les articles homonymes, voir Siège de Carlisle.
Première guerre d'indépendance de l'Écosse
Batailles
Le siège de Carlisle est conduit du 22 juillet au 1er août 1315 par le royaume d'Écosse. 
Après leur victoire décisive à la bataille de Bannockburn en 1314, les Écossais, menés par le roi d'Écosse Robert Ier, envahissent le Nord de l'Angleterre et assiègent la ville de Carlisle. Ils utilisent tous les moyens pour investir la ville, amenant des échelles et une tour de siège. Les Anglais, menés par le tacticien Andrew Harclay, détruisent les machines de guerre écossaises en les bombardant. Robert Ier se retire finalement après avoir perdu nombre de ses soldats.